# バタフライ・エフェクト (映画)
『バタフライ・エフェクト』（The Butterfly Effect）は、2004年に公開されたアメリカ映画。日本では2005年5月に公開された。カオス理論の一つ、バタフライ効果をテーマに製作された。興行的に成功し、2006年には『バタフライ・エフェクト2』、2009年には『バタフライ・エフェクト3/最後の選択』が公開された。
一方で、本作に対する批評家の評価は非常に低いものとなっている。

## あらすじ
時折、短時間の記憶を喪失することがあった少年エヴァンは、心理療法士の勧めで治療の一環として日記を書き始める。大学生になり、記憶喪失の症状が丸7年起こらなかったことに喜び、日記を読み返すと、その日記に書かれている過去の時点に戻れる能力があることに気づく。自分のせいで幼馴染のケイリーの人生を狂わせてしまったことを知ったエヴァンは、ケイリー、トミー、レニーと遊んでいた少年時代の過去に戻り運命を変えることを決意する。
まず、ケイリーが受けていた父からの性的虐待を止めることに成功するが、ケイリーの父はケイリーの兄であるトミーに虐待する。その結果、トミーは素行が荒れ、エヴァンの犬を殺して、刑務所に行くことになる。出所後エヴァンの車を壊し、エヴァンを襲おうとするが、逆にエヴァンがトミーを殺害して刑務所に行く。トミーを救うため、過去に戻る。レニーにナイフを持たせ、エヴァンの飼い犬が入った袋を切り開かせるはずが、レニーはトミーを刺し殺す。
現在ではレニーは精神病院へ、ケイリーは顔が傷ついて、ストリッパーになっていた。レニーとケイリーの素行が荒れた原因であるダイナマイト事件を止めるため過去に戻る。
ダイナマイト事件で被害にあった親子は救われていたが、今度はエヴァンが両手が欠損し、車椅子で大学生活を送る。母のアンドレアはダイナマイト事件をきっかけにヘビースモーカーになり、肺ガンで入院していた。
過去に戻り、選択肢を変えることによって変化した現在では、必ずエヴァン本人もしくは彼が救おうとした誰かが不幸になっていた。何度過去をやり直してもケイリーを幸せにできないと知ったエヴァンは、わざとケイリーに悪口を言って嫌われる。ケイリーは両親の離婚時に初恋のエヴァンのそばにいられる父と生活することを選ばず、母と暮らす人生を送る。
エヴァンとかかわりあわない大学生活を確定させるため、過去に戻るために必要な自分の日記をすべて燃やし、ここまでの人生を確定させる。８年後、社会人になったエヴァンは何かを気になり振り返った先には、一度は振り返ったケイリーの遠ざかる姿が見えた。

## キャスト
| 役名                               | 俳優                                                                              | 日本語吹替                                              |
| ---------------------------------- | --------------------------------------------------------------------------------- | ------------------------------------------------------- |
| エヴァン                           | アシュトン・カッチャー、 John Patrick Amedori（13歳）、 ローガン・ラーマン（7歳） | 渋谷茂 渕崎ゆり子（少年時代）                           |
| ケイリー                           | エイミー・スマート、 Irene Gorovaia（13歳）、 Sarah Widdows（7歳）                | 大坂史子                                                |
| トミー                             | ウィリアム・リー・スコット、 Jesse James（13歳）、 キャメロン・ブライト（7歳）    | 勝杏里                                                  |
| レニー                             | エルデン・ヘンソン、 Kevin G. Schmidt（13歳）、 Jake Kaese（7歳）                 | 鶴岡聡                                                  |
| アンドレア（エヴァンの母親）       | メローラ・ウォルターズ                                                            | 玉川紗己子                                              |
| ジョージ（ケイリー、トミーの父親） | エリック・ストルツ                                                                | 成田剣                                                  |
| カルロス                           | ケヴィン・デュランド                                                              | 西凜太朗                                                |
| レッドフィールド医師               | ナサニエル・デヴォー                                                              | 武虎                                                    |
| その他                             | N/A                                                                               | かぬか光明 秋葉好美 青山桐子 渡辺英雄 古川伴睦 斉藤梨絵 |
| 日本語版制作スタッフ               |                                                                                   |                                                         |
| 演出                               | 演出                                                                              | 鍛治谷功                                                |
| 字幕翻訳                           | 字幕翻訳                                                                          | 関美冬                                                  |
| 吹替翻訳                           | 吹替翻訳                                                                          | 五十嵐江                                                |
| 制作                               | 制作                                                                              | グロービジョン                                          |

## 矛盾点
本作は数多くの矛盾点（プロットホール）の存在を指摘されている。以下はその例である。
- 刑務所のシーンで、エヴァンは同房者に「タイムトラベル」できることを証明するため自分の手を見せるよう頼み、子供の頃に戻って手のひらを刺す。その証拠として彼の手には傷跡が残り、それを見た同房者は驚くが、もし子供の頃に傷跡が残っていたとしたら、（あの現実世界では）刑務所に入った時には既に傷跡があったはずである。それどころか、映画全体のほとんどは、彼の手にはずっと傷がついていたはずである[4]。
- エヴァンが過去を変えて戻ってくるたびに、彼の脳は新たな現実に関する膨大な記憶で溢れ返る。それなのにタイムトラベルから目覚めるたびに、自分の新たな現状に驚く。例えば、あるタイムラインでは腕がないことに驚く[5]。
- エヴァンのタイムトラベルは、途方もない量の記憶によって彼の脳にダメージを与えたと何度か言及されているが、エンディングでは完全に健康に見える[6]。

## 評価
本作は批評家から激しく酷評されている。特に整合性のない矛盾だらけの脚本、ショッキングな描写、俳優の演技が批判された。映画批評集積サイトRotten Tomatoesでは、170件のレビューに基づき、この映画の支持率は34%、評価平均は4.8/10となっている。同サイトの総評は、「前提は興味深いが、過剰に作り込まれた、趣味の悪いスリラーに仕立て上げられている」となっている。同じく映画批評サイトMetacriticでは、35件のレビューに基づき、100点満点中30点と、「概して不評」となっている。 CinemaScoreによる観客投票では、A+からFの評価基準で平均「B+」となった。
ロジャー・エバートは「バタフライ・エフェクト」を「ある程度までは楽しんだ」と書き、「俳優たちは激しい感情の揺れ動く登場人物を演じなければならないため、プロットは演技力の見せ場となっている」と評した。しかし、エバートはバタフライ・エフェクトという科学的概念が一貫性を欠いて用いられていると指摘し、エヴァンの変化はより広い反響を呼ぶべきだと述べた。シアトル・ポスト＝インテリジェンサー紙のショーン・アックスメーカーはこの映画を「形而上学的な混乱」と呼び、映画の仕組みを「せいぜい曖昧で、残りはただ雑」だと批判した。
ニューヨーク・タイムズのデイヴ・カーは、本作に0つ星をつけ、「1月の映画公開作の中でも際立って酷い作品」と酷評しており、特にその無理のあるプロットと、過剰かつ陰惨な描写を批判している。「物語には、幼少期の主人公が直面した虐待や死といった過激なエピソードが含まれており、作品のトーンは極めて暗い。また、時間改変による複数の未来が描かれるものの、それらの展開が矛盾を含み、次第に意図せぬ笑いを誘うようになる」と指摘した。

## 別エンディングについて
公開版とは異なるエンディングが3通り存在する。レンタルDVDにはラストカットのみ異なる2つのバージョン、セルDVDには全く別のエンディングで終わるディレクターズカット版が封入されている。

## スタッフ
- 監督・脚本：エリック・ブレス/J・マッキー・グラバー
- 製作：クリス・ベンダー 他
- 製作総指揮：トビー・エメリッヒ/リチャード・ブレナー/アシュトン・カッチャー 他
- 撮影：マシュー・F・レオネッティ
- 音楽 = マイケル・サビー
- 編集：ピーター・アマンドソン
- 主題歌：オアシス "Stop Crying Your Heart Out"